# Моголо (район)
Моголо — район зоби (провінції) Гаш-Барка, що в Еритреї. Столиця — місто Моголо.